# Eriopyga albulirena
Eriopyga albulirena là một loài bướm đêm trong họ Noctuidae.